# FC Differdange 03
Foussballclub Déifferdeng 03 (fr. Football Club Differdange 03, niem. Fußball-Club Differdingen 03) – luksemburski klub piłkarski, mający swoją siedzibę w Differdange, w południowym Luksemburgu.

## Historia
Klub powstał w 2003 z fuzji dwóch miejscowych zespołów: Red Boys Differdange i AS Differdange. Przed zjednoczeniem się klubów, Red Boys lokowali się w dolnej połowie drugiej ligi, podczas gdy AS grał w trzeciej. Nowy klub zajął w lidze miejsce Red Boys i w sezonie 2005/06 awansował do ekstraklasy, kiedy została ona powiększona z dwunastu zespołów do czternastu.
Red Boys Differdange byli przed fuzją jedną z największych i najbardziej utytułowanych drużyn w historii luksemburskiego futbolu, wygrywając krajowy puchar więcej razy niż jakikolwiek inny zespół, bo aż czternastokrotnie. W latach dwudziestych i trzydziestych klub ten toczył boje ze Sporą Luksemburg o dominację w kraju. Lepiej w tej rywalizacji radzili sobie gracze Red Boys, którzy między 1923 a 1936 wygrali trzynaście trofeów przy ośmiu Spory.
Od momentu powstania w 2003 roku klub rozgrywał swoje spotkania na dawnym obiekcie Red Boys Differdange, Stade du Thillenberg. W 2012 roku zespół przeniósł się na nowo wybudowany Stade Municipal de la Ville de Differdange. Okazjonalnie jednak drużyna nadal rozgrywa niektóre spotkania na starym Stade du Thillenberg.

## Sukcesy

### Red Boys Differdange
- Nationaldivisioun

Zwycięstwo (8×): 1922/23, 1925/26, 1930/31, 1931/32, 1932/33, 1978/79, 2023/24, 2024/25
Drugie miejsce (15×): 1910/11, 1926/27, 1933/34, 1934/35, 1957/58, 1973/74, 1975/76, 1979/80, 1980/81, 1983/84, 1984/85, 2008/09, 2014/15, 2016/17, 2021/22
- Puchar Luksemburga

Zwycięstwo (21×, rekord): 1924/25, 1925/26, 1926/27, 1928/29, 1929/30, 1930/31, 1933/34, 1935/36, 1951/52, 1952/53, 1957/58, 1971/72, 1978/79, 1981/82, 1984/85, 2009/10, 2010/11, 2013/14, 2014/15, 2022/23, 2024/25
Finał (11×): 1923/24, 1931/32, 1934/35, 1947/48, 1949/50, 1954/55, 1969/70, 1976/77, 1985/86, 1989/90, 2012/13
1. ↑  jako Sporting Club Differdange
2. 1 2 3 4 5 6 7 8 9 10 11  jako FC Differdange 03
3. ↑  jako AS Differdange

## Europejskie puchary
Legenda do wszystkich tabel:
- Q – runda eliminacyjna, 1/16, 1/8, 1/4, 1/2 – odpowiednia faza rozgrywek, Grupa – runda grupowa, 1r gr – pierwsza runda grupowa, 2r gr – druga runda grupowa, F – finał, R – runda, PO – play-off
- k. – rzuty karne, los. – losowanie, Dogr. – dogrywka, w. – zasada bramek strzelonych na wyjeździe

| Sezon   | Rozgrywki               | Runda | Przeciwnik          | Dom     | Wyjazd  | Ogólnie     |
| ------- | ----------------------- | ----- | ------------------- | ------- | ------- | ----------- |
| 2007    | Puchar Intertoto        | 1R    | Slovan Bratysława   | 0–2     | 0–3     | 0–5         |
| 2009/10 | Liga Europy             | 2Q    | HNK Rijeka          | 1–0     | 0–3     | 1–3         |
| 2010/11 | Liga Europy             | 2Q    | FK Spartak Subotica | 3–3     | 0–2     | 3–5         |
| 2011/12 | Liga Europy             | 2Q    | Levadia Tallinn     | 0–0     | 1–0     | 1–0         |
| 2011/12 | Liga Europy             | 3Q    | Olympiakos Wolos    | 0–3     | 0–3     | 0–6         |
| 2011/12 | Liga Europy             | PO    | Paris Saint-Germain | 0–4     | 0–2     | 0–6         |
| 2012/13 | Liga Europy             | 1Q    | NSÍ Runavík         | 3–0     | 3–0     | 6–0         |
| 2012/13 | Liga Europy             | 2Q    | KAA Gent            | 0–1     | 2–3     | 2–4         |
| 2013/14 | Liga Europy             | 1Q    | Laçi                | 2–1     | 1–0     | 3–1         |
| 2013/14 | Liga Europy             | 2Q    | FC Utrecht          | 2–1     | 3–3     | 5–4         |
| 2013/14 | Liga Europy             | 3Q    | Tromsø              | 1–0     | 0–1     | 1–1, k: 3–4 |
| 2014/15 | Liga Europy             | 1Q    | Atlantas Kłajpeda   | 1–0     | 1–3     | 2–3         |
| 2015/16 | Liga Europy             | 1Q    | Bala Town           | 3–1     | 1–2     | 4–3         |
| 2015/16 | Liga Europy             | 2Q    | Trabzonspor         | 1–2     | 0–1     | 1–3         |
| 2016/17 | Liga Europy             | 1Q    | Cliftonville        | 1–1     | 0–2     | 1–3         |
| 2017/18 | Liga Europy             | 1Q    | Zirə Baku           | 1–2     | 0–2     | 1–4         |
| 2020/21 | Liga Europy             | 1Q    | Zrinjski Mostar     | 0–3 (W) | 0–3 (W) | 0–3 (W)     |
| 2022/23 | Liga Konferencji Europy | 1Q    | Olimpija Lublana    | 1–2     | 1–1     | 2–3, Dogr.  |
| 2023/24 | Liga Konferencji Europy | 2Q    | NK Maribor          | 1–1     | 3–4     | 4–5, Dogr.  |
| 2024/25 | Liga Mistrzów           | 1Q    | KÍ Klaksvík         | 0–0     | 0–2     | 0–2         |
| 2024/25 | Liga Konferencji        | 2Q    | Ordabasy Szymkent   | 1–0     | 3–4     | 4–4, k: 3–4 |
| 2025/26 | Liga Mistrzów           | 1Q    | Drita               | 2–3     | 0–1     | 2–4         |
| 2025/26 | Liga Konferencji        | 2Q    | The New Saints      | 1–0     | 1–0     | 2–0         |
| 2025/26 | Liga Konferencji        | 3Q    | Levadia Tallinn     | 2–3     | 3–1     | 5–4, Dogr.  |
| 2025/26 | Liga Konferencji        | PO    | Drita               | –       | –       | –           |

1. ↑  Olympiakos Volou został wykluczony z Ligi Europy za ustawianie meczów. FC Differdange 03 zajęło jego miejsce w fazie play-off

## Obecny skład
Stan na 10 sierpnia 2020
| Nr | Poz. | Piłkarz           |
| -- | ---- | ----------------- |
| 1  | BR   | Andrea Amodio     |
| 4  | PO   | Kevin d'Anzico    |
| 5  | OB   | Théo Brusco       |
| 7  | PO   | Ryan Lohei        |
| 10 | PO   | Gonçalo Almeida   |
| 16 | BR   | Max Scherschel    |
| 17 | PO   | William Ferreira  |
| 21 | OB   | Dylan Lempereur   |
| 22 | NA   | Andreas Buch      |
| 23 | PO   | Kilian Gulluni    |
| 25 | OB   | Geoffrey Franzoni |
| 90 | OB   | Edin Osmanovic    |

| Nr | Poz. | Piłkarz            |
| -- | ---- | ------------------ |
| 92 | PO   | Quentin Pereira    |
| ?  | NA   | Aurélien Joachim   |
| ?  | BR   | Kevin Straus       |
| ?  | PO   | Fadel Gobitaka     |
| ?  | PO   | Yannick Cervellera |
| ?  | OB   | Maxime De Taddeo   |
| ?  | PO   | Sanoussy Baldé     |
| ?  | PO   | Gianni Medina      |
| ?  | PO   | Joel Lopes         |
| ?  | OB   | Bruno Nogueira     |
| ?  | PO   | Hugo Komano        |

### Piłkarze na wypożyczeniu
| Nr | Poz. | Piłkarz                                             |
| -- | ---- | --------------------------------------------------- |
|    | PO   | Clayton Monteiro (wypożyczony do FC Luna Uewerkuer) |

### Sztab szkoleniowy
| Imię i nazwisko | Funkcja                         |
| --------------- | ------------------------------- |
| Paolo Amodio    | Trener                          |
| Emilio Lobo     | Asystent trenera                |
| Patrick Worré   | Trener bramkarzy                |
| Pascal Bürger   | Trener przygotowania fizycznego |

## Trenerzy
| Imię i nazwisko      | Okres urzędowania | Okres urzędowania |
| -------------------- | ----------------- | ----------------- |
| Maurice Spitoni      | 1 lipca 2003      | 20 listopada 2003 |
| Dany Theis           | 20 listopada 2003 | 30 czerwca 2006   |
| Maurice Spitoni      | 1 lipca 2006      | 30 czerwca 2008   |
| Roland Schaack       | 1 lipca 2008      | 30 czerwca 2009   |
| Dany Theis           | 1 lipca 2009      | 10 kwietnia 2011  |
| Maurice Spitoni tym. | 10 kwietnia 2011  | 30 czerwca 2011   |
| Paolo Amodio         | 1 lipca 2011      | 30 czerwca 2012   |
| Michel Leflochmoan   | 1 lipca 2012      | 30 czerwca 2014   |
| Marc Thomé           | 1 lipca 2014      | 30 czerwca 2016   |
| Pascal Carzaniga     | 1 lipca 2016      | 9 kwietnia 2018   |
| Dany Theis           | 9 kwietnia 2018   | 31 maja 2018      |
| Arno Bonvini         | 7 czerwca 2018    | 17 marca 2019     |
| Paolo Amodio         | 18 marca 2019     | trwa              |